# Budrio
Budrio là một thị xã ở tỉnh Bologna, vùng Emilia-Romagna, Italia; cự ly 15 km về phía đông Bologna.
Budrio là nơi sinh của Giuseppe Barilli, nổi tiếng hơn với tên Quirico Filopanti, một nhà toán học và toán học Ý.

## Các đô thị giáp ranh
- Castenaso: tây nam
- Granarolo dell'Emilia: tây-tây-nam
- Minerbio, tây bắc
- Molinella, đông bắc
- Medicina

## Thành phố kết nghĩa
- Gyula, Hungary, từ năm 1965
- Eichenau, Đức, từ năm 1991